# Jynkänjärven ja Putousnotkon lehdot
Jynkänjärven ja Putousnotkon lehdot este o arie protejată (arie specială de conservare — SAC, sit de importanță comunitară — SCI) din Finlanda întinsă pe o suprafață de 11 ha, integral pe uscat.

## Localizare
Centrul sitului Jynkänjärven ja Putousnotkon lehdot este situat la coordonatele 63°31′19″N 26°41′23″E / 63.5219°N 26.6897°E.

## Înființare
Situl Jynkänjärven ja Putousnotkon lehdot a fost declarat sit de importanță comunitară în august 1998 pentru a proteja 1 specie de plante și 1 specie de animale. Situl a fost protejat și ca arie specială de conservare în aprilie 2015.

## Biodiversitate
Situată în ecoregiunea boreală, aria protejată conține 2 habitate naturale: Taiga vestică, Păduri fino-scandinave bogate în ierburi cu Picea abies.
La baza desemnării sitului se află mai multe specii protejate:
- plante (1): Cinna latifolia
- mamifere (1): veveriță zburătoare siberiană (Pteromys volans)

Pe lângă speciile protejate, pe teritoriul sitului au mai fost identificate 1 specie de plante.